# Byrsonima flexipes
Byrsonima flexipes là một loài thực vật có hoa trong họ Malpighiaceae. Loài này được W.R.Anderson mô tả khoa học đầu tiên năm 2001.